# Zorneding
Zorneding è un comune tedesco di 8 592 abitanti, situato nel land della Baviera.
La sua stazione ferroviaria è capolinea della S6 della S-Bahn di Monaco di Baviera